# Aspronema dorsivittata
A briba-da-montanha, lagarto-liso ou Aspronema dorsivittata   é uma espécie de lagarto da família dos escíncidos  presente na América do Sul.  É geralmente encontrado em meio à vegetação rasteira de ambientes abertos, mas também ocorre em ambientes de floresta. O lagarto é facilmente reconhecido por suas quatro listras claras que percorrem as laterais de seu dorso e ventre.
Sua alimentação é baseada em artrópodes, como aranhas, besouros, moscas e pulgões, refletindo sua adaptação a uma dieta de pequenos invertebrados. Além disso, o Aspronema dorsivittata é uma espécie vivípara, o que significa que dá à luz filhotes vivos, ao invés de depositar ovos.  A viviparidade não é tão incomum em lagartos e serpentes, mas em A. dorsivittata e outras espécies da mesma família (Mabuyidae) essa reprodução ocorre de forma diferente. 

## Etimologia
Nomeado em referência às listras dorsais, a partir do latim "vitta" = listra, faixa. O nome do gênero (Aspronema) é um substantivo neutro derivado do adjetivo grego aspro (branco) e do substantivo nema (fio), referindo-se às listras distintivas estreitas e brancas dorsolaterais e ventrolaterais presentes nas espécies deste gênero. 

## Reprodução
Lagartos e serpentes vivíparos costumam ser classificados como lecitotróficos, o que significa que, durante o desenvolvimento, cada embrião é nutrido por um saco vitelínico dentro do corpo da mãe.  Em contraste, Aspronema dorsivittata apresenta um modo de nutrição placentotrófico, no qual os embriões são nutridos diretamente pela mãe por meio de uma placenta, semelhante ao que ocorre em diversas espécies de mamíferos, incluindo os humanos. O tempo de gestação dessa espécie é de aproximadamente 11 meses, e os filhotes nascem durante o verão. 
Além disso, evidências sugerem que o número de filhotes varia conforme a altitude, apresentando-se em menor quantidade em altitudes mais elevadas.  Essa variação pode estar relacionada ao tamanho corporal dos indivíduos; na espécie, o número de filhotes tende a aumentar proporcionalmente ao tamanho da fêmea. Assim, fêmeas maiores produzem mais filhotes, enquanto fêmeas menores geram menos. 

## Distribuição
O lagarto A. dorsivittata é encontrado em várias regiões da América do Sul, incluindo o Argentina, Bolívia, Brasil, Paraguai e Uruguai. Sua distribuição abrange diferentes biomas, como a Mata Atlântica, Cerrado, Chaco e Pampa.  No geral, a distribuição geográfica dele é particularmente irregular. 
A Mata Atlântica, que se estende ao longo da costa brasileira do Rio Grande do Norte ao Rio Grande do Sul e inclui partes da Argentina e do Paraguai, é caracterizada por sua rica biodiversidade e vegetação densa. O Cerrado, predominante no Brasil, cobre uma vasta região central, incluindo estados como Goiás, Mato Grosso e Minas Gerais, além de se estender até o Paraguai e partes da Bolívia, sendo conhecido por suas savanas e vegetação xerófila. O Chaco abrange o norte da Argentina, partes do Paraguai e do sudoeste do Brasil, apresentando uma vegetação mista de florestas e savanas, enquanto o Pampa, associado principalmente ao sul do Brasil e à Argentina, estende-se também ao Uruguai.